# Maná
Maná er en populær og indflydelsesrig mexicansk rockgruppe fra Guadalajara. Deres musikstil spænder fra hård rock til blød pop, med påvirkninger fra calypso og reggae.

## Tidlig historie
Gruppen opstod i 1980 under navnet Sombrero Verde. De optrådte med engelske covernumre, men begyndte at tilføje spanske sange til repertoiret. I 1981 indspillede de deres første album, Sombrero verde. Det andet album, A ritmo de rock, blev udgivet i 1983.
Dernæst blev gruppen omdannet under sit nuværende navn, med Fher Olvera som forsanger, brødrene Juan Diego og Ulises Calleros på basguitar hhv. guitar, samt Alex "El Animal" González, en ung amerikanskfødt cubansk-colombianer på trommer. Deres første album, Maná, under det nye navn blev udgivet af selskabet Polygram i 1986.

## Kommerciel succes
Utilfredse med de retning Polygram ønskede de skulle bevæge sig i, skiftede de til Warner Music, og udgav i 1990 Falta amor, som dog først blev et hit året efter. Albummets første sang, "Rayando el sol", blev deres første hitsingle. De begyndte at turnere og gav flere end 250 koncerter i Mexico, Peru, Ecuador og Colombia. 
I 1991 kom to nye medlemmer med i gruppen, Iván González på keyboards og César "Vampiro" López på guitar. Ulises Calleros spillede ikke længere med gruppen, men blev en manager for dem. Det følgende år blev ¿Dónde jugarán los niños? udgivet, hvilket cementerede Manás position som foregangsmænd for rockmusikken i Mexico. Gruppen gav 268 koncerter i 17 lande; blandt andre optrådte de på Festival de Jazz de Montreux i Schweiz.
Iván González og César López "Vampiro" forlod gruppen i 1994. Fher, Alex og Juan fortsatte med at optræde som en trio, og udgav et livealbum med titlen Maná en vivo, med Gustavo Orozco på guitar, Sheila Ríos som kor og Juan Carlos Toribio på keyboards. Samme år kom Sergio Vallín med i gruppen på guitar som erstatning for César. De udgav Cuando los ángeles lloran, og samme år stiftede de fonden Selva Negra, for at fremme miljøarbejde.
Sueños líquidos blev udgivet samtidig i 36 lande i 1998. Til det spanske marked udgav de opsamlingsalbummet Todo Maná.
Det femte album, Revolución de amor blev udgivet i 2002, og gav gruppe sin fjerde Grammy Award.
Efter fire års pause udgav Maná i 2006 albummet Amar es combatir, der nåede fjerdepladsen på Billboards top 200-liste i sin første uge på listen, med over 60.000 solgte eksemplarer samme uge.

## Samarbejder
I december 1998 tilbød Carlos Santana gruppen at medvirke på hans album Supernatural. Fher Olvera skrev sangen "Corazón espinado". Dette samarbejde gjorde gruppen kendt i Europa, Asien og Mellemøsten. De optrådte også under Grammy Award-showet, i Jay Lenos The Tonight Show og på MTV. Deres optræden i MTV blev udgivet som MTV Unplugged.
Santana medvirkede på Manás sang "Revolucion de amor". I 2003 udgav de en version af "Eres mi religión" med den italienske sanger Zucchero, og optrådte ved den årlige Pavarotti and Friends-koncert. Sidst på året udgav de den tredobbelte opsamling Maná esenciales.
På albummet Amar es combatir er bachata-sangen "Bendita tu luz" en duet med den dominikanske sanger Juan Luis Guerra, som i Latinamerika er anerkendt for sine bidrag til musikstilarterne merengue og bachata.

## Diskografi

### Albummer
- Maná (1987)
- Falta amor (1990)
- ¿Dónde jugarán los niños? (1992)
- Cuando los ángeles lloran (1995)
- Sueños líquidos (1997)
- Revolución de amor (2002)
- Amar es combatir (2006)
- Drama y Luz (2011)
- Cama Incendiada (2015)

### Opsamlinger
- Maná en vivo (1994, live)
- Maná MTV Unplugged (1999, live)
- Todo Maná (2001)
- Grandes Maná (2001)
- Esenciales: Sol (2003)
- Esenciales: Luna (2003)
- Esenciales: Eclipse (2003)